# Fornos (Santa Maria da Feira)
Pour les articles homonymes, voir Fornos.
Fornos est une paroisse civile portugaise (en portugais : freguesia) de la municipalité de Santa Maria da Feira dans le district d'Aveiro.

## Démographie
Lors du recensement de 2021, Fornos compte 3 433 habitants.